# 柔道
柔道是在1882年由日本人嘉納治五郎創立的日本武術。它一般被歸類於現代武術，後期慢慢演變為搏擊運動及被納入奧運會比賽項目之一。柔道最特殊的一點是其比賽的方式，目的是將對手摔擲出到地上或扭倒在地，再利用壓制使對方無法移動，或是利用關節技或是勒頸等技術使對手屈服。直接手腳擊打或武器防守亦是柔道的一部分，但只容許在形（Kata，形）的訓練中使用，而在柔道比賽和亂取訓練（Randori, 乱取り）中是被禁止的。柔道是当今全球最具国际竞争力的夹克摔跤形式。
柔道的哲學教育學成為了其他日本古武道（Koryu, 古流）發展成現代武術的模範，亦促進了像桑搏及巴西柔術的發展。

## 历史
柔道起源于日本古代的武術柔術。現今的柔道是由日本人嘉纳治五郎(講道館柔道五段)于1882年改良自日本古武道柔术而发展出来的一套运动。他是一位博学家，也是一位教育家。
1911年，日本政府开始协助推广柔道至全国，并正式列为学校体育课程之一。
柔道以「精力善用」（即汉语「以柔克剛」）「自他共荣」为基本理念，并以锻练及教育身心为目的，而非单纯以竞技胜负为目标，正如嘉纳治五郎于讲道馆的遗训：「柔道是最有效使用身心之道。其修行是以攻擊防禦的練習來鍛鍊休養身體精神，並體會該運動的精髓。如此來完成大我並對世界有所補益，乃柔道修行的最終目的。」
现时柔道已普及于全球各地，并纳入奥林匹克竞技项目之一。

## 国际组织
日本的柔道自1964年东京奥运会之后被列为奥运的正式比赛项目。

### 奥林匹克体育獎牌项目
柔道第一次在奥林匹克運動會开始比赛是在1932年洛杉矶举行的第10届奥林匹克運動會比赛场地，这次柔道比赛是一次柔道示范，由日本人嘉纳治五郎与大约200名柔道学生给了示范。1964年第18届东京奥林匹克世运会正式成为了男子的獎牌项目。
柔道在1988年成为了女子的奥林匹克体育示範项目。四年后正式成為女子的奥林匹克体育獎牌项目。

## 柔道之技术
柔道的技可以分為3種：分別是投技（摔擲使對手跌倒的技巧）、固技（對手跌倒後，限制對手行動）及当身技（攻擊技巧），柔道以其投技及固技著名。
柔道練習者一般也會花一些時間練習受身，也就是不會造成重大傷害的安全跌倒方式。受身有包括後受身（後滾翻）、横受身（側後滾翻）、前受身（前滾翻）等。
柔道展示中展示技（投技、固技或当身技）的會稱為取方，展示受身的則會稱為受方。

### 投技
投技中包括了所有摔擲或绊倒對手（受方）的技術，一般目的是使受方的背部朝下躺在地上。一般包括以下三個步驟：
- 破勢（Kuzushi，崩し）：先破壞對方平衡[7]。
- 取位（Tsukuri，作り）：轉身開始摔擲[8]。
- 施術（Kake，掛け）：進行及完成摔擲[8]。

投技一般的練習會用一種日文稱為uchi komi的方式，重覆破壞平衡、轉身開始摔擲的動作，但不實際進行摔擲。
投技又可以分為二種：一種是立技，取方在站立姿勢下摔擲對手，另一種則是捨身技，取方為了摔擲受方，自己先行跌倒。
立技又可以進一步分為用手臂摔擲受方的手技、利用腰部上移摔擲受方的腰技、利用腿移摔擲受方的足技。

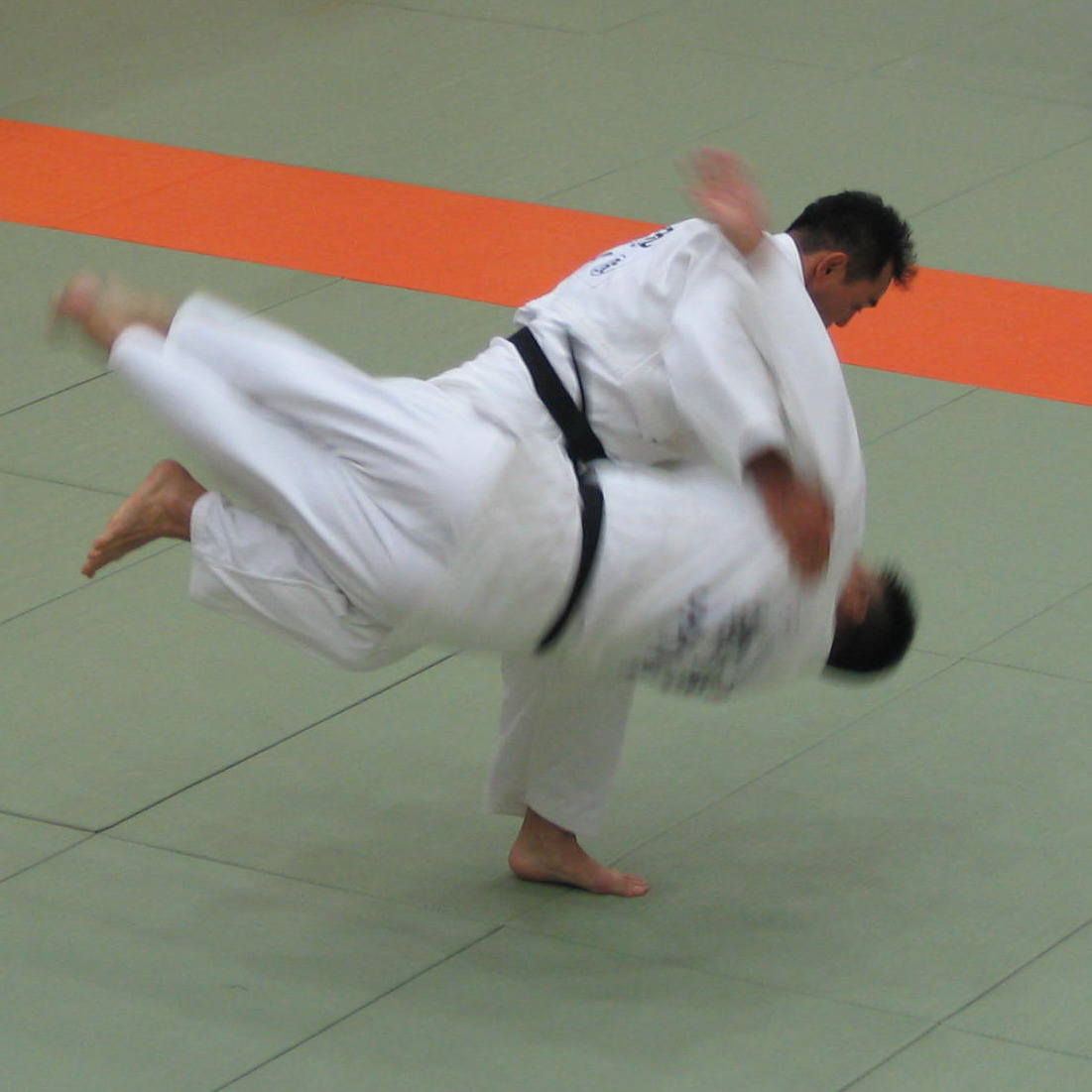
掃腰是一種立技中的腰技'

| 投技 | 立技   | 手技     |
| 投技 | 立技   | 腰技     |
| 投技 | 立技   | 足技     |
| 投技 | 捨身技 | 真捨身技 |
| 投技 | 捨身技 | 橫捨身技 |

### 固技
固技可以進一步再細分為绊倒及將對方壓制在地的壓制技、利用鎖喉或strangling使對方屈服的絞技、及對關節施力使其疼痛的關節技。
另一個相關的概念稱為寝技，是在非站立姿勢下使用的技巧。

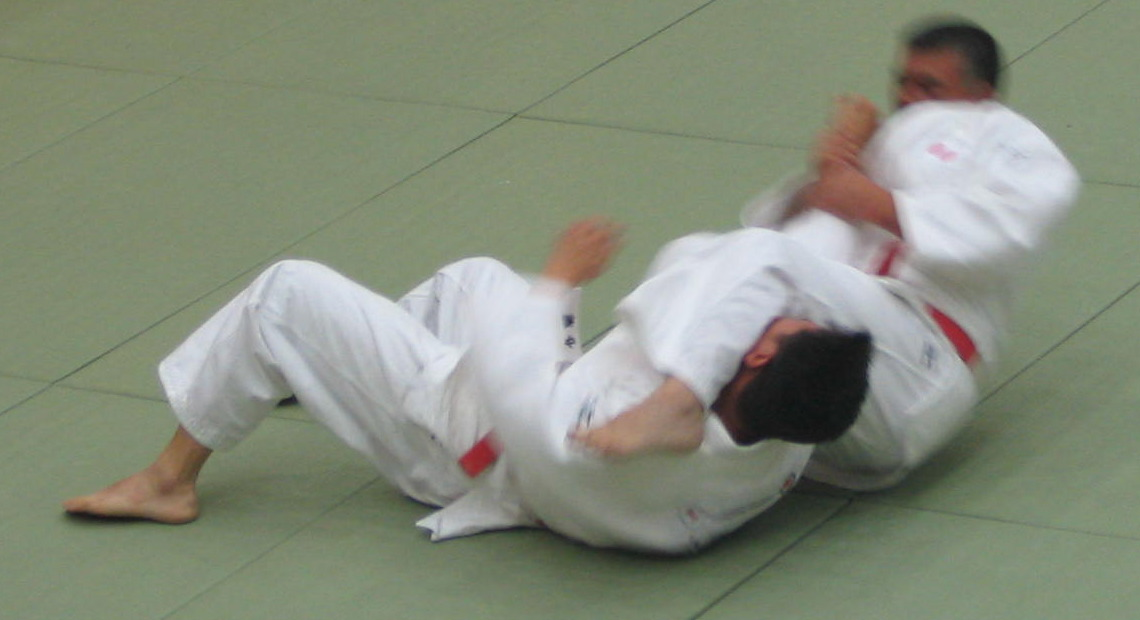
十字固是一種関節技

在競技柔道中只允許對肘關節的關節技。
| 固技 | 壓制技 | 壓制技 |
| 固技 | 絞技   |        |
| 固技 | 関節技 |        |

## 段位和级别
柔道的段位和级别主要以不同颜色腰带来分别等级，不同颜色代表着不同的等级。
段级腰带顏色：
| 段級           | 腰带顏色 |
| -------------- | -------- |
| 十段           | 红       |
| 九段           | 红       |
| 八段           | 红白     |
| 七段           | 红白     |
| 六段           | 红白     |
| 五段           | 黑       |
| 四段           | 黑       |
| 三段           | 黑       |
| 二段           | 黑       |
| 初段（教师级） | 黑       |
| 一級           | 棕       |
| 二級           | 蓝       |
| 三級           | 绿       |
| 四級           | 橘       |
| 五級           | 黄       |
| 六級（初学者） | 白       |

## 裁判指令
1.得分:“一本為一勝結束比賽”、“半勝，兩隻半勝合為一勝” 。
2.指導:如有犯規動作予以指導一隻，滿三隻者出局。
3.規則:不攻擊5~6秒、雙領持握過久、假意攻擊(攻擊構不成威脅)、逃避攻擊、出界、頭觸地、比賽中說話、嬉戲 都會予以指導一隻。

## 竞技体重级别
竞技级别大多数是以个人体重分级。但不同团体有不同的分级方式。
讲道馆之级别为八级。
国际比赛级别如下:
- 1 成人組 二十歲以上：（除无差别级外，均为奥运会正式比赛级别）

| 男子組     | 男子組    | 男子組    | 男子組    | 男子組    | 男子組     | 男子組      | 男子組   |
| ---------- | --------- | --------- | --------- | --------- | ---------- | ----------- | -------- |
| 60 kg 以下 | 60〜66 kg | 66〜73 kg | 73〜81 kg | 81〜90 kg | 90〜100 kg | 100 kg 以上 | 无限量级 |
| 女子組     |           |           |           |           |            |             |          |
| 48 kg 以下 | 48〜52 kg | 52〜57 kg | 57〜63 kg | 63〜70 kg | 70〜78 kg  | 78 kg 以上  | 无限量级 |

- 2 世界青少年級

年齡由十五歲以上至二十歲以下。
| 男子       | 男子      | 男子      | 男子      | 男子      | 男子      | 男子       | 男子       |
| ---------- | --------- | --------- | --------- | --------- | --------- | ---------- | ---------- |
| 55 kg 以下 | 55〜60 kg | 60〜66 kg | 66〜73 kg | 73〜81 kg | 81〜90 kg | 90〜100 kg | 100kg 以上 |
| 女子       |           |           |           |           |           |            |            |
| 44 kg 以下 | 44〜48 kg | 48〜52 kg | 52〜57 kg | 57〜63 kg | 63〜70 kg | 70〜78 kg  | 78kg以上   |

- 3 世界少年級

年齡由十五歲至十六歲。
| 男子組     | 男子組    | 男子組    | 男子組    | 男子組    | 男子組    | 男子組    | 男子組    |
| ---------- | --------- | --------- | --------- | --------- | --------- | --------- | --------- |
| 50 kg 以下 | 50〜55 kg | 55〜60 kg | 60〜66 kg | 66〜73 kg | 73〜81 kg | 81〜90 kg | 90kg 以上 |
| 女子組     |           |           |           |           |           |           |           |
| 40 kg 以下 | 40〜44 kg | 44〜48 kg | 48〜52 kg | 52〜57 kg | 57〜63 kg | 63〜70 kg | 70kg以上  |

## 用品
柔道道服通常是白色的纯棉衣服，这是嘉纳治五郎于1907年设计制造并使用的。現代比賽加入藍色柔道衣，以便區分。

## 脚注
1. ↑  日文原文：「